# Grete Friedmann
Grete Friedmann (ur. ?, zm. 21 lipca 1934 w Londynie) – austriacka florecistka, dwukrotna medalistka mistrzostw świata.
Podczas mistrzostw świata w Kopenhadze w 1932 roku (oficjalnie zawody tego cyklu rozgrywane są pod tą nazwą dopiero od 1937) Austriaczki w składzie: Grete Friedmann, Elisabeth Grasser, Ellen Preis, Frieda von Gregurich i Fritzi Wenisch wywalczyły srebrny medal we florecie drużynowym. W tej samej konkurencji zdobyła też brązowy medal na mistrzostwach świata w Budapeszcie (1933).
Nigdy nie wzięła udziału w igrzyskach olimpijskich.